# エンロン
エンロン（英語: Enron Corporation）は、かつてアメリカ合衆国テキサス州ヒューストンに存在した総合エネルギー取引とITビジネスを行っていた企業。2007年3月に Enron Creditors Recovery Corp. に改称した。
2000年度年間売上高1,110億ドル（全米第7位）、2001年の社員数21,000名という、全米でも有数の大企業であった。しかし、同年6月エンロンが参加していたインドのダボール電力（Dabhol Power Company）が閉鎖となった。そこへ巨額の不正経理・不正取引による粉飾決算が明るみに出て、2001年12月に破綻した（エンロンショック）。エネルギー業界の粉飾としては、世界恐慌で崩壊したサミュエル・インサル（トーマス・エジソンの秘書）の金融帝国と並ぶ規模である。
破綻時の負債総額は諸説あるが少なくとも310億ドル、簿外債務を含めると400億ドルを超えていたのではないかとも言われている。2002年7月のワールドコム破綻まではアメリカ史上最大の企業破綻であった。

## 歴史
エンロンの起源は、1931年に数社のエネルギー（ガス・電力・パイプライン）関連企業が集まってできたノーザン・ナチュラル・ガスにさかのぼる。1979年に同社は企業再編を行い、持株会社としてインターノースを設立した。ガス業界の規制緩和によって業界再編が進む流れの中で、1985年にインターノースがヒューストン・ナチュラルガスと合併してエンロンが誕生した。当初は、英語のenter（入る）とon（続ける）を組み合わせたEnteronを合併会社の社名としたが、"enteron"という英単語が「消化管」を意味することに気づいたため、短縮したEnronを採用した。また、この合併はインターノースがヒューストン・ナチュラルガスを買収する形で行われたが、本社は後者の本拠地であったヒューストンに置かれ、なおかつ後者のCEOであったケネス・レイが合併会社のCEOに就任し、2001年の破綻に至るまで実権を握っていた。
1980年代の暮れには、業界の先端を走るようにガス取引に積極的にデリバティブを取り入れ、企業規模を拡大していった。経済学を学んだスタッフを多く抱え、エネルギー業界に限らないキャッシュ・フロー経営の最先端企業ともなり、アメリカの投資バブルにも支えられ、安定した経営をアピールした。こうした一方、1980年代暮れには粉飾会計に手を染めていた。1990年代にデリバティブを規制するため普及した時価会計を逆手にとり、見かけ上の利益を増大させていった。さらに、インサイダー取引についても、1980年代から行われていたことが明らかになっている。
1990年代後半には、デリバティブで電力価格がわかりにくくなっているのを利用して、同じ電力に対して同量の売りと買いを発生させて実質の取引量がゼロであるにもかかわらず売上を上げる取引も積極的に取り入れた（循環取引）。空売りなどによる売上・利益確保は2000年のカリフォルニア電力危機においても積極的に行われたため、この危機の原因の一つともなった。1998年には利益に占めるデリバティブ比率は8割を越えた。
1990年代末には、グループ企業エンロン・エナジー・サービス (Enron Energy Services : EES) を設立し、ESCO事業を手がけた。
カリフォルニア電力危機に関しては、電気の値段を吊り上げてもっと利潤を増やすために、カルフォルニア州の電力供給を止めてしまった。後に明るみに出た当時の社内の通話記録では、従業員達が停電で困っている高齢者をネタにして笑うなどしており、エンロンの経営陣は全く罪の意識を感じていなかった。

### 損失隠し
この裏では、取引損失を連結決算対象外の子会社（特別目的事業体:　Special Purpose Entity, SPEと省略されるシャドー・バンキング・システム）に付け替えて簿外債務とすることも積極的に行われた。会計を全米有数の会計事務所であったアーサー・アンダーセンが担当していたために、決算における市場の信頼は厚かったが、実際にはアーサー・アンダーセンならびに顧問法律事務所も、数々の違法プロジェクトの遂行や粉飾決算に加担していた。
損失を簿外に隠蔽するプロジェクトの例として、ADSLをベースとするISPであったリズムス・ネットコネクション株に関するLJMプロジェクトがある。エンロンはリズムス株を1998年3月に1株あたり1.85ドルで買収したが、1999年4月に同社が上場すると上場日の終値は69ドルにもなり、その後も上昇を続けたため、エンロンが採用していた時価会計によって評価益が発生した。しかし、実際には契約によりエンロンはリズムス株を4年間売却することができず、あくまでも経理上の評価益にとどまっていた。
このリズムス株の値下がりリスクをヘッジするという名目で、エンロンはSPEであるLJMパートナーズを設立した。最大で3億ドル近くあった評価益を、エンロン本体は1億ドルのみ計上して、残りの2億ドル程度をLJMに移管し、その代わりにリズムス株が値下がりした場合の損失はLJMが負担することとした。LJMは事実上、エンロンと一体のものであったが、巧妙に連結対象外となるように仕組まれており、リズムス株がその後急落して評価損が出るとその損失を簿外に隠蔽する役割を果たした。
さらに、LJMの設立にあたっては、CFOのアンドリュー・ファストウをはじめとする幹部がエンロン本社の取締役会の承認を得ずにLJMの役員を兼任して高額の報酬を得ていたり、アーサー・アンダーセンや顧問法律事務所にも多額の手数料が渡っていた。
リズムスはその後2001年8月に破綻したため、本来であればエンロン本体として計上すべき1億ドルの損失が隠蔽されることになった。LJMの場合には当初の設立目的は損失隠しではなく、結果的にその役割を果たすことになったが、後には多くのSPEが最初から巨額の損失を簿外に隠蔽する目的で設立された。

### エンロン・オンライン
1999年に設置した「エンロン・オンライン」においては、電力だけでなく、元々エンロンのフィールドであったガス・石油をはじめ、石炭、アルミニウム、パルプ、プラスチック、果ては信用リスク、天候、ネットワーク帯域幅、排ガス排出権に至るまで、あらゆる商品の市場をインターネット上に開設し、そのすべてでエンロン自体が売り手・買い手として取引を行った。
このエンロン・オンラインのアイデアとシステムは、稼働当時はもちろん、エンロン破綻後も高く評価されていた。しかし、ビジネスモデルが手数料ビジネスではなく自ら売買を行うトレーディングであったにもかかわらず、これまで経験のない商品の市場にも積極的に乗り出していったために、もともとその市場にいたプレーヤーにいいように利用された面もあった。
エンロン・オンラインの急激に拡大していった売上・利益は、帳簿上のものにすぎなかったのである。
折からのアメリカにおけるITバブルの波にも乗り、1990年代後半にはエンロンは革新的でなおかつ安定した成長を続ける超優良企業としての名声を確立していった。
- 1999年 CFOマガジン CFO賞（CFO Excellence Award）をCFOのアンドリュー・ファストウが受賞
- 1996年 - 2001年（6年連続）　『フォーチュン』誌「アメリカで最も革新的な企業」

1999年には、翌2000年に開場したヒューストン・アストロズの新たな本拠地球場の命名権を30年・1億ドルで取得し、「エンロン・フィールド」と名付けた。エンロン破綻後、2002年2月にアストロズは500万ドルを支払って契約を解除した。

### 政治との関係
エンロンはロビー活動にも積極的であり、2000年の大統領選挙の年には共和党・民主党の双方に対して、合計で20億ドル以上という高額の政治献金を行った。
特に、CEOのケネス・レイと地元テキサス州出身である共和党ブッシュ大統領やチェイニー副大統領との個人的な友好関係は有名であり、これらの政治献金や友好関係が、電力自由化やキャッシュフロー会計など、アメリカ合衆国連邦政府・州政府の政策に影響を与えたのではないかという指摘もある。
また2001年には、当時のパウエル国務長官が、エンロンが進めていた、インドのダボール火力発電所プロジェクトの事態収拾のため、インドに派遣されるなど、アメリカの外交にも大きく影響を与えた。

### 日本におけるエンロン
1997年（平成9年）、三池炭鉱跡地に火力発電所を建設する計画を発表していたが、これも株価操作のためで、首脳陣には実現する気など全くなかった事が判明している。
2000年5月にはオリックス等と提携してエンロン・ジャパンが設立され、丸紅の発電関連部門などからヘッドハンティングして、陣容を拡大していった。さらに「契約するだけで、大口顧客に対して在来の電力会社の電力料金より最大で10%安価に電力を供給する」サービスを発表したり、関係会社のエンコム（後にイーパワーに改称）と共に、青森県や山口県で火力発電所を建設する計画を発表した。
当時の日本の電力業界は「黒船襲来」として、真剣にエンロンの日本進出に対する対応を検討した。マスメディアでも大きく報道され、その内容も電力自由化に伴う事業用電力料金引き下げへの期待から、おおむね好意的であった。
日本のエンロン関係会社は、その後も発電所用地取得に向けて「基本的に合意した」などのセンセーショナルなプレスリリースを発表し続けたものの、具体的な発電所建設や電力サービス開始を行うことなく、2001年（平成13年）のエンロン本社破綻の直前に、すべて解散・閉鎖された。

## 破綻
2000年8月には、エンロンの株価は90ドルを超えた。この時点で経営陣は「株価は130ドルから140ドル程度まではこのまま上昇するだろう」との見通しを提示し、格付け機関やアナリストもエンロン株を「ストロング・バイ（英語: Strong buy）」として株券の買いを奨励した。そのため、年金基金などの堅実で知られる投資主体も、エンロンの株・債券をポートフォリオに組み入れていった。
カリフォルニア電力危機で、経理上は大きな利益を上げたものの、この危機で2001年2月にパシフィック・ガス&エレクトリック社が倒産したため、実際には同社に対する数億ドルにも上る債権が回収不能となった。2001年夏には、インド・ダボール発電所、アズリックス（水道事業）など、海外での十億ドル単位の大規模事業の失敗などが明るみに出始め、株価もゆるやかに下落を始めた。2001年10月16日に発表された第三四半期報告では赤字が発表された。それでもアナリストはこれをそれほど問題視しなかった。
2001年10月17日、ウォールストリート・ジャーナルがエンロンの不正会計疑惑を報じた。株価はこの日から急落する。証券取引委員会(SEC)の調査も始まった。11月6日、同じヒューストンに本拠を置くパイプライン企業であるダイナジーが合併に名乗りを上げ、エンロンは崩壊を免れるのではないかとの観測もいったんは流れた。
しかし、SPEの特殊なスキームによって、エンロンの株価が一定額を下回ると、エンロン本体に巨額な債務が発生することが判明し、それがさらにまた株価を押し下げるなど、状況は加速度的に悪化した。さらには数々の不正経理が明るみに出るに及んで、11月28日買収交渉は決裂した。その結果、12月2日にエンロンは連邦倒産法第11章適用を申請し、倒産した。
エンロンに投資していた投資家、ならびに自社株を401kプランに組み込んでいた従業員など多くの関係者が巨額の資産を失い、あるいは損失を抱えることとなった。その中で、CEOケネス・レイ、CFOアンドリュー・ファストウ、COO（一時期ケネス・レイの跡を継いでCEOとなった）ジェフ・スキリングなど、会社の中枢にいた経営陣ならびにその家族は、2000年夏以降の株価下落局面において、大量のエンロン株を売り抜けており、インサイダー取引の疑いでSECの調査・訴追を受けることとなった。
連邦倒産法第11章の適用後、エンロンは各種事業を再編・売却した。最も高く評価されていたエンロン・オンラインは、以後の事業収入の1/3をエンロンあるいはエンロンの債権者に分配するという条件で2002年2月にUBSウォーバーグへ売却された。同じく2月のニューヨーク・タイムズやワシントン・ポストなどの報道によると、このときすでにアメリカ合衆国議会が、エンロンとウォール街の調査を始めており、メリルリンチ、シティグループ、JPモルガン・チェースの三行が、エンロンの財務状態を知っていたことを明らかにしていた。情報の非対称性が露見していった。
2004年9月には、傘下のクロスカントリー・エナジー（米国内のパイプライン資産を中心に設立した会社）がCCEホールディングスに売却された。さらに、2006年9月には、プリズマ・エナジー（海外資産を中心とする会社）のアシュモア・エナジー社への売却が完了された。これらの売却によって得た金銭を、債権者への分配が順次行われた。
2006年末には、最後まで傘下に残っていたポートランド・ジェネラル・エレクトリック（PGE、オレゴン州の発電会社）を独立会社の形態に改め、エンロン本体は事業性を全く持たない会社となった。2007年3月1日には、正式名称を Enron Creditors Recovery Corp.（エンロン債権者回復会社、ただし対外的な業務には、引き続き Enron Corp. を使用する）と改め、PGEの株式や現金など50億ドル程度の流動資産を、Disputed Claims Reserve（紛争解決基金）として保有し、法的手続に従って債務処理を行うための会社に再編された。2007年4月時点で、115億ドルが債権者に分配された。

## 影響
- カリフォルニア電力危機におけるエンロンの関与は、電力自由化された電力市場における、電力取引ルール見直しのきっかけの一つともなった。
- エンロン破綻以降、アメリカの大企業で次々と粉飾決算が発覚し会計不信が広がり、2002年7月にはワールドコムの不正経理が明らかになって倒産する事態となった。2002年6月にはブッシュ大統領が遊説先のフロリダで「腐ったリンゴがいくつかあるが、アメリカの大企業の95%は健全で資産や負債の内容も適切」とパニックを控えるよう促したが、その直後にワールドコムの破綻が起こった。
- 大手ESCO事業者であったエンロン・エナジー・サービスの破綻は、ESCOの会計手法に対する疑念を生じさせる結果となった。
- 監査を担当しながら、一方で粉飾決済やその証拠の隠蔽に関与していた、大手会計事務所アーサー・アンダーセンの信用は失墜し、当時世界5大会計事務所の1つと言われた名門会計事務所は、2002年に解散を余儀なくされた。エンロンとワールドコムと合わせ、アメリカ合衆国のみならず、世界を代表する3社もの巨大企業と信用を短期間で失ったアメリカ合衆国の経済は大きな混乱に陥り、世界経済にも大きな影響を及ぼした。
- 共通点を指摘されるワールドコム破綻とも関連して、企業統治における会計・監査・情報公開などの制度見直しのきっかけとなり、2002年7月には上場企業会計改革および投資家保護法（通称SOX法）が制定された。
- 1998年のヘッジファンドロングターム・キャピタル・マネジメントの崩壊や、2000年のインターネットバブル崩壊などとの関連で捉える声もある。
- エンロンの株価が20ドル以下となった2001年10月においても、まだ多くのアナリストがエンロン株を「ストロング・バイ」と推奨していたことは、アナリストの客観性・状況対応能力に対する信頼を失わせる結果となり、コンピュータによる客観的・機械的な格付けモデルの進歩を促した。
- 日本ではエンロン社債を組み入れていた円建てマネー・マーケット・ファンドが元本割れを発生。その他、エンロンの外国株・外国債券を組み入れていた投資信託や変額年金保険においても損失により基準価格が低下した。なお公的年金を運用していた年金福祉事業団において、同社金融資産の保有および損失の有無については公表されなかった。
- 2006年1月に、日本のライブドアの不正会計発覚に端を発したライブドア事件が発生。同社の家宅捜索が報道されると翌日から上場株価の殆どが暴落するライブドア・ショックが起こる。ライブドアは、連結外を装った投資ファンドを使い、なおかつ自社株を使った資金調達や不適切な利益操作、本業を忘れ、バーチャル事業を中心に買収によって事業を拡大する行き過ぎた多角化経営、政治への関与の意欲など、エンロンとの共通点が数多く指摘されている。相違点としては、エンロンが数兆円、ライブドアは約50億円の不正経理だということが挙げられる。
- この件でエンロンの重役と団体役員、ならびに監査役は同様の行為を行った他社の関係者と共に「ビジネスの世界に数学の虚数概念を応用したことに対して。」として、2002年にイグノーベル賞経済学賞を受賞している。

## 映画
- ディック&ジェーン 復讐は最高!(同社の破綻を参考にして作られた映画)
- エンロン 巨大企業はいかにして崩壊したのか?(同社の破綻を扱ったドキュメンタリー映画）
- 歪んだエンロン 虚栄の崩壊（入社から崩壊までをエンロンと共にした元社員の1人を描いたドキュメント映画）